# Knotenpunkt London
Knotenpunkt London (Originaltitel: Up the Junction) ist ein britischer Spielfilm des Regisseurs Peter Collinson aus dem Jahr 1967. Das Drehbuch des heute als Kultklassiker geltenden Films verfasste Roger Smith. Es beruht auf dem Roman „Leben in Battersea“ von Nell Dunn, der für dieses Werk 1964 mit dem John Llewellyn Rhys Prize ausgezeichnet worden war. Die Hauptrollen sind mit Suzy Kendall, Dennis Waterman und Alfie Bass besetzt. Eine Mick Jagger angebotene Rolle als junger Antiheld hatte dieser abgelehnt. Im Produktionsland kam der Film das erste Mal am 25. Januar 1968 in die Kinos.

## Handlung
Die junge und elegante Polly entsteigt einem Rolls-Royce, der sie von dem reichen Londoner Stadtteil Chelsea nach dem armen Battersea gebracht hat, sucht sich in einer Fabrik Arbeit, mietet sich eine Slum-Wohnung, freundet sich mit Kolleginnen an und lernt Peter kennen. Damit prallen zwei Welten aufeinander: Polly sucht das „einfache Leben“, sie bestaunt Battersea und findet alles schön, sie ist hierhergekommen, um sich nicht verstellen zu müssen, um echt und natürlich zu leben. Sie will kein Parasit mehr sein; denn Reichtum zerstöre nur alles Gute und mache einen verlogen und unnütz. Peter dagegen sieht da, wo Polly Schönheit sieht, Hässlichkeit; er träumt sich aus der schmuddeligen Umgebung weg, in der man nur die Freiheit hat, „ein armes Schwein zu sein“.
So nach und nach lernt Polly auch die realistischen, üblen Seiten des Milieus kennen, aber sie bleibt trotzdem bei ihrem Vorsatz. An einem Wochenende fahren die zwei in einem Sportwagen ans Meer, logieren in einem teuren Hotel, essen in besten Restaurants gemäß Peters Vorstellungen vom feinen Leben, und als er darauf anspielt, dass dieses Leben doch immer so weitergehen könnte, wenn sie heirateten, sie habe ja Geld, erklärt sie ihren endgültigen Verzicht auf den Reichtum. Da reicht’s ihm und er macht ihr klar, dass jeder im Viertel wisse, dass sie im Grunde reich sei, dass sie nur ihr Selbstmitleid befriedige bei der Rolle, die sie nur spiele. – Sie trennen sich. Peter wird verhaftet, weil der Sportwagen für die Fahrt gestohlen war.
Mit Hilfe eines Freundes ihres Vaters gelingt es Polly, Peter noch einmal zu sehen; aber die beiden Positionen sind unvereinbar. Am Schluss steht Polly weinend und ratlos da, zwischen den beiden Welten.

## Kritik
Der Evangelische Film-Beobachter zieht folgendes Fazit: „Obwohl nicht ausdrücklich politisch, zwingt der hervorragend gespielte und inszenierte Film zum Nachdenken über politische und soziologische Fragen wie die Existenz von Klassen, mangelnde Verständigungsmöglichkeiten zwischen ihnen, den Einfluß der Umwelt auf Lebensform und -auffassung. Auch für breitere Besucherkreise sehens- und empfehlenswert.“ Das Lexikon des Internationalen Films hingegen bezeichnet das Werk lapidar als „belangloses Melodram“.

## Weblink
- Knotenpunkt London bei IMDb